# Międzynarodowa Olimpiada Informatyczna

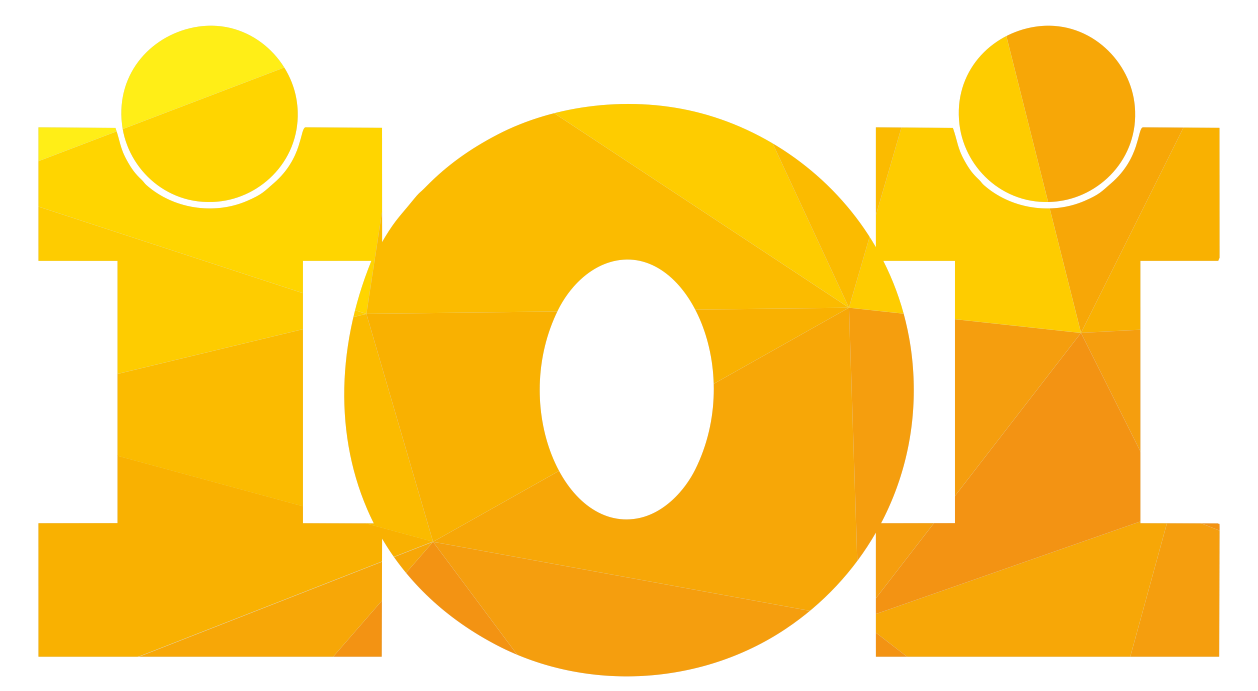
Logo międzynarodowej olimpiady informatycznej.

Międzynarodowa Olimpiada Informatyczna (ang. International Olympiad in Informatics, IOI) – coroczny konkurs algorytmiczno-programistyczny dla uczniów szkół średnich (w Polsce: ponadgimnazjalnych) lub młodszych. Pierwsza olimpiada 1989 roku.
Konkurs trwa dwa dni. Z każdego państwa biorącego udział w olimpiadzie (ok. 81 w 2004 r.) wybierana jest czteroosobowa reprezentacja (w Polsce podczas krajowej olimpiady informatycznej).

## Miejsca organizacji olimpiady

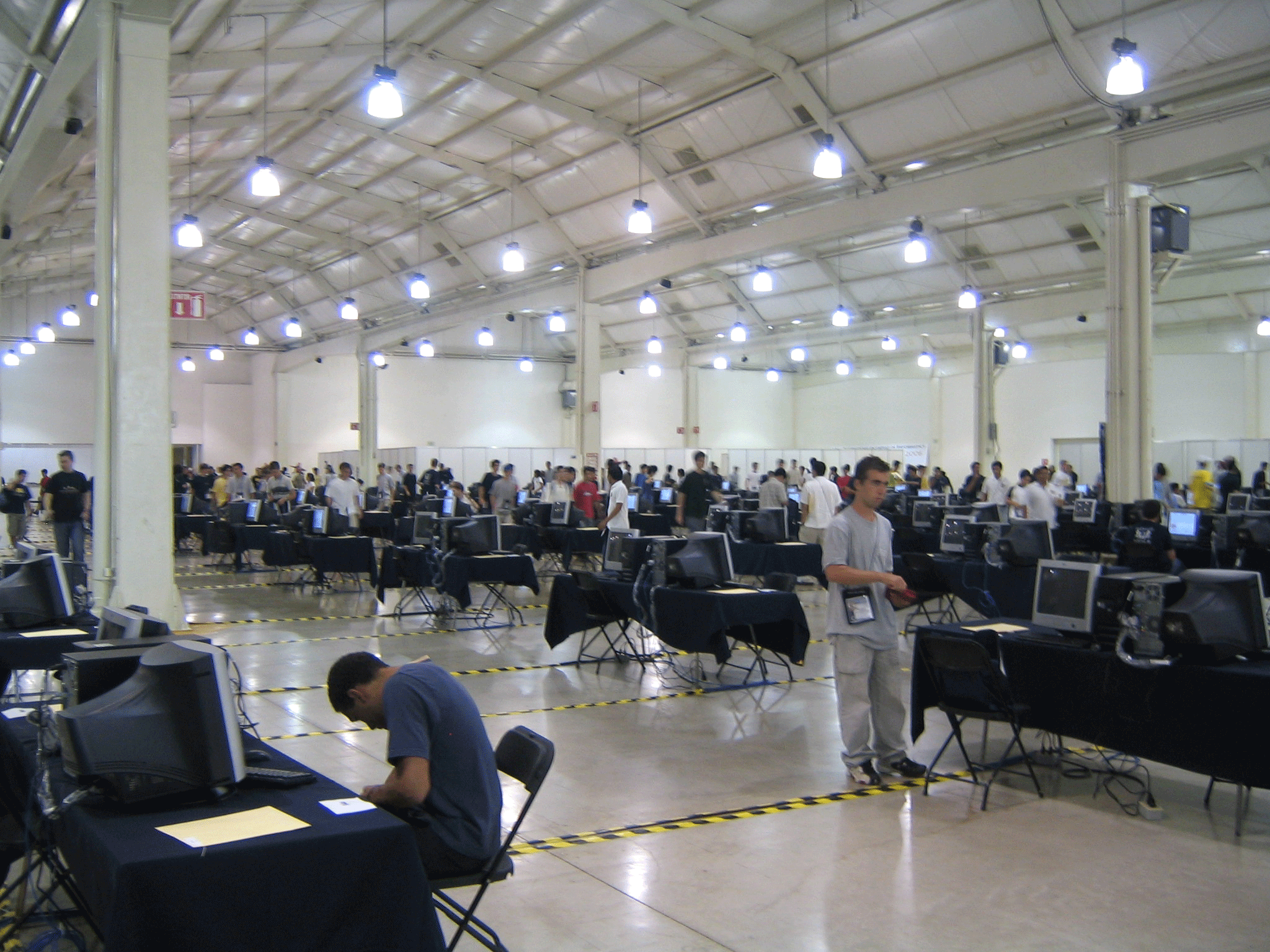
IOI 2006

Olimpiady zapisane kursywą oznaczają wydarzenia, które mają się dopiero odbyć.
- 2029: Bułgaria
- 2028: Japonia
- 2027 (12–19 września): Poczdam, Niemcy
- 2026 (9–16 sierpnia): Taszkent, Uzbekistan
- 2025 (27 lipca – 3 sierpnia): Sucre, Boliwia
- 2024 (1–8 września): Aleksandria, Egipt
- 2023 (28 sierpnia – 4 września): Segedyn, Węgry
- 2022 (7–15 sierpnia): Yogyakarta, Indonezja
- 2021 (19–25 czerwca): wydarzenie online, Singapur
- 2020 (13–19 września): wydarzenie online, Singapur[a]
- 2019 (4–11 sierpnia): Baku, Azerbejdżan
- 2018 (1–8 września): Tsukuba, Japonia
- 2017 (28 lipca – 4 sierpnia): Teheran, Iran
- 2016 (12–19 sierpnia): Kazań, Rosja
- 2015 (26 lipca – 2 sierpnia): Ałmaty, Kazachstan
- 2014 (13–20 lipca): Tajpej, Tajwan
- 2013 (6–13 lipca): Brisbane, Australia
- 2012 (23–30 września): Mediolan, Włochy
- 2011 (22–29 lipca): Pattaya, Tajlandia
- 2010 (14–21 sierpnia): Waterloo, Kanada
- 2009 (8–15 sierpnia): Płowdiw, Bułgaria
- 2008 (16–23 sierpnia): Kair, Egipt
- 2007 (15–22 sierpnia): Zagrzeb, Chorwacja
- 2006 (13–20 sierpnia): Mérida, Meksyk
- 2005 (18–25 sierpnia): Nowy Sącz, Polska
- 2004 (11–18 września): Ateny, Grecja
- 2003 (16–23 sierpnia): Kenosha, Stany Zjednoczone
- 2002 (18–25 sierpnia): Yongin, Korea Południowa
- 2001 (14–21 lipca): Tampere, Finlandia
- 2000 (23–30 września): Pekin, Chiny
- 1999 (9–16 października): Antalya-Belek, Turcja
- 1998 (5–12 września): Setúbal, Portugalia
- 1997 (30 listopada – 7 grudnia): Kapsztad, Południowa Afryka
- 1996 (25 lipca – 2 sierpnia): Veszprém, Węgry
- 1995 (26 czerwca – 3 lipca): Eindhoven, Holandia
- 1994 (3–10 lipca): Haninge, Szwecja
- 1993 (16–25 października): Mendoza, Argentyna
- 1992 (11–21 lipca): Bonn, Niemcy
- 1991 (19–25 maja): Ateny, Grecja
- 1990 (15–21 lipca): Mińsk, Białoruś (wówczas Białoruska SRR)
- 1989 (16–19 maja): Prawec, Bułgaria

## Multimedaliści
Poniżej znajduje się lista najlepszych uczestników IOI.
* wskazuje maksymalny wynik – rzadki w historii IOI.
Ponadto na liście wyróżnione są miejsca w pierwszej trójce. Ta lista zawiera tylko uczestników z tych państw, gdzie krajowa selekcja pozwala na wielokrotny udział.
| Nazwisko                | Drużyna                                     | Lata        | Lata         | Lata        | Lata       | Lata   | Lata   | Lata   |
| ----------------------- | ------------------------------------------- | ----------- | ------------ | ----------- | ---------- | ------ | ------ | ------ |
| Giennadij Korotkiewicz  | Białoruś                                    | G (II) 2012 | G* (I) 2011  | G (I) 2010  | G (I) 2009 | G 2008 | G 2007 | S 2005 |
| Filip Wolski            | Polska                                      | G (I) 2006  | G 2005       | G 2004      | G 2003     |        |        |        |
| Rares-Darius Buhai      | Rumunia                                     | G 2015      | G 2014       | G 2013      | G 2012     |        |        |        |
| Rumen Hristow           | Bułgaria                                    | G 2012      | G 2011       | G (II) 2010 | S 2009     | S 2008 |        |        |
| Martin Pettai           | Estonia                                     | G 2002      | G 2001       | G 2000      | S 1999     |        |        |        |
| Andrzej Gąsienica-Samek | Polska                                      | G 1999      | G 1998       | G 1997      | S 1996     |        |        |        |
| Władimir Martianow      | Rosja                                       | G 1999      | G* (I) 1998  | G (I) 1997  |            |        |        |        |
| Scott Wu                | Stany Zjednoczone                           | G* (I) 2014 | G 2013       | G 2012      |            |        |        |        |
| Martin Mareš            | Czechy                                      | G 1995      | G 1994       | G 1993      |            |        |        |        |
| John Pardon             | Stany Zjednoczone                           | G 2007      | G 2006       | G 2005      |            |        |        |        |
| Marcin Andrychowicz     | Polska                                      | G 2008      | G 2007       | G 2006      |            |        |        |        |
| Neal Wu                 | Stany Zjednoczone                           | G 2010      | G 2009       | G 2008      |            |        |        |        |
| Szogo Muraj             | Japan                                       | G 2012      | G 2011       | G 2010      |            |        |        |        |
| Alex Schwendner         | Stany Zjednoczone                           | G 2005      | G 2003       | S 2004      | S 2002     |        |        |        |
| Wolfgang Thaller        | Austria                                     | G 1997      | G 1996       | S 1999      | S 1998     |        |        |        |
| Bruce Merry             | Południowa Afryka                           | G 2001      | G 2000       | S 1999      | B 1998     | B 1997 | B 1996 |        |
| Goran Žužić             | Chorwacja                                   | G 2008      | G 2007       | S 2009      | B 2006     |        |        |        |
| Vlad Alexandru Gavrilă  | Rumunia                                     | G 2013      | G 2012       | S 2011      | B 2010     |        |        |        |
| Wiktor Bargaczew        | Rosja                                       | G (I) 1995  | G (I) 1994   | S 1993      |            |        |        |        |
| Johnny Ho               | Stany Zjednoczone                           | G* (I) 2012 | G 2011       | S 2013      |            |        |        |        |
| Mihai Pătraşcu          | Rumunia                                     | G (II) 2001 | G 2000       | S 1999      |            |        |        |        |
| Roman Pastołkow         | Rosja                                       | G 2000      | G (II) 1999  | S 2001      |            |        |        |        |
| Piotr Zieliński         | Polska                                      | G 1997      | G (III) 1996 | S 1995      |            |        |        |        |
| Fredrik Huss            | Szwecja                                     | G 1993      | G 1992       | S 1991      |            |        |        |        |
| Miroslav Dudík          | Słowacja                                    | G 1997      | G 1996       | S 1995      |            |        |        |        |
| Richard Královič        | Słowacja                                    | G 1999      | G 1998       | S 1997      |            |        |        |        |
| Tomasz Czajka           | Polska (1998, 2000), Wielka Brytania (1999) | G 2000      | G 1999       | S 1998      |            |        |        |        |
| Petr Mitriczew          | Rosja                                       | G 2002      | G 2000       | S 2001      |            |        |        |        |
| Luka Kalinovčić         | Chorwacja                                   | G 2004      | G 2003       | S 2002      |            |        |        |        |
| Rostisław Rumenow       | Bułgaria                                    | G 2007      | G 2006       | S 2005      |            |        |        |        |
| Richard McCutchen       | Stany Zjednoczone                           | G 2007      | G 2005       | S 2006      |            |        |        |        |
| Władisław Epifanow      | Rosja                                       | G 2008      | G 2007       | S 2009      |            |        |        |        |
| Cosmin Gheorghe         | Rumunia                                     | G 2009      | G 2008       | S 2007      |            |        |        |        |
| Pasin Manurangsi        | Tajlandia                                   | G 2011      | G 2010       | S 2009      |            |        |        |        |
| Wenyu Cao               | Stany Zjednoczone                           | G 2011      | G 2010       | S 2009      |            |        |        |        |
| Eduard Batmendijn       | Słowacja                                    | G 2013      | G 2012       | S 2014      |            |        |        |        |

## Sukcesy Polaków
Już w 1996 roku Piotr Zieliński zajął 3. miejsce na świecie. W 2002 roku Paweł Parys zdobył 2. miejsce. W 2006 roku po raz pierwszy w historii Polak Filip Wolski zwyciężył w międzynarodowej olimpiadzie informatycznej. Rok później 1. miejsce zajął, również reprezentant Polski, Tomasz Kulczyński. Polska reprezentacja od kilkunastu lat trzyma się w ścisłej światowej czołówce. W 2008 roku polska drużyna zajęła 1. miejsce ex aequo z Chinami, przywożąc trzy złote medale (Marcin Andrychowicz, Jarosław Błasiok i Marcin Kościelnicki) oraz jeden srebrny (Maciej Klimek), przy czym w rankingu indywidualnym 3. miejsce na świecie zajął Marcin Kościelnicki. W 2009 roku polska drużyna zajęła 3. miejsce zdobywając dwa złote (Jarosław Błasiok, Tomasz Kociumaka) i dwa srebrne (Adam Karczmarz, Jakub Pachocki) medale. 7. miejsce na świecie, a drugie w Europie (przegrywając jedynie ze zdobywcą 1. miejsca) zajął Tomasz Kociumaka. W 2010 roku 3. miejsce na świecie zajął Adrian Jaskółka.\